# Class 390
De Class 390 is een elektrisch treinstel van het type Pendolino, bestemd voor het langeafstandspersonenvervoer op de West Coast Main Line door Virgin Trains.

## Geschiedenis
De hogesnelheidstreinen werden door FIAT Ferroviario ontwikkeld en gebouwd. Het design stamt van Giorgetto Giugiaro. Het treinstel is opgebouwd uit een aluminium frame met luchtgeveerde draaistellen. Het treinstel is uitgerust met kantelbaktechniek. Door deze installatie is het mogelijk dat het rijtuig ongeveer 8° gaat kantelen en daardoor meer comfort in de bochten merkbaar is. In 2000/2002 werd deze fabriek overgenomen door Alstom.
In 2009 werd een nieuw treinstel geleverd, ter vervanging van een bij een ongeluk verwoest treinstel. Dit treinstel bestond bij aflevering uit elf delen, maar werd later ingekort tot negen delen. Door Alstom werden tussen 2009 en 2011 in totaal drie treinstellen en 62 extra rijtuigen in Savigliano (Italië) gebouwd. Op 30 november 2011 werd het laatste treinstel in de werkplaats te Savigliano aan Virgin Trains overgedragen. De verlengingen zijn vertraagd, en worden in 2012 uitgevoerd.

### Nummers en namen
| Nummers     | Type   | Omschrijving                                      | Zitplaatsen | Zitplaatsen | Zitplaatsen |
| Nummers     | Type   | Omschrijving                                      | 1e klas     | 2e klas     |             |
| ----------- | ------ | ------------------------------------------------- | ----------- | ----------- | ----------- |
| 69101-69153 | DMRF   | motorwagen met een cabine: 1e klas met restaurant | 18          | -           |             |
| 69401-69453 | MF     | motorwagen: 1e klas                               | 39          | -           |             |
| 69501-69553 | PTF    | motorloze tussenwagen: 1e klas                    | 44          | -           |             |
| 69601-69653 | MF     | motorwagen: 1e klas                               | 46          | -           |             |
| 68801-68853 | TS     | motorloze tussenwagen: 2e klas                    | -           | 76          |             |
| 69701-69753 | MS     | motorwagen: 2e klas                               | -           | 66          |             |
| 69801-69853 | PTSRMB | motorloze tussenwagen: 2e klas                    | -           | 48          |             |
| 69901-69953 | MS     | motorwagen: 2e klas                               | -           | 64          |             |
| 69201-69253 | DMSO   | motorwagen met een cabine: 2e klas                | -           | 46          |             |

De treinen zijn als volgt genummerd:
- 390 001-053
- 390 054
- 390 055-057

en hebben de volgende namen:
- 390-001: Virgin Pioneer
- 390-002: Virgin Angel, oorspronkelijk naam: Red Revolution
- 390-003: Virgin Hero
- 390-004: Virgin Scot
- 390-005: City of Wolverhampton
- 390-006: Virgin Sun
- 390-007: Virgin Lady
- 390-008: Virgin King
- 390-009: Virgin Queen
- 390-010: Gemenebestspelen
- 390-011: City of Lichfield
- 390-012: Virgin Star
- 390-013: Virgin Spirit
- 390-014: City of Manchester
- 390-015: Virgin Crusader
- 390-016: Virgin Champion
- 390-017: Virgin Prince
- 390-018: Virgin Princess
- 390-019: Virgin Warrior
- 390-020: Virgin Cavalier
- 390-021: Virgin Dream
- 390-022: Virgin Hope
- 390-023: Virgin Glory
- 390-024: Virgin Venturer
- 390-025: Virgin Stagecoach
- 390-026: Virgin Enterprise
- 390-027: Virgin Buccaneer

- 390-028: City of Preston
- 390-029: City of Stoke-on-Trent
- 390-030: City of Edinburgh
- 390-031: City of Liverpool
- 390-032: City of Birmingham
- 390-033: City of Glasgow (afgevoerd)
- 390-034: City of Carlisle
- 390-035: City of Lancaster
- 390-036: City of Coventry
- 390-037: Virgin Difference
- 390-038: City of London
- 390-039: Virgin Quest
- 390-040: Virgin Pathfinder
- 390-041: City of Chester
- 390-042: City of Bangor
- 390-043: Virgin Explorer
- 390-044: Virgin Lionheart
- 390-045: Virgin Valiant
- 390-046: Virgin Soldiers
- 390-047: Heaven's Angels
- 390-048: Virgin Harrier
- 390-049: Virgin Express
- 390-050: Virgin Invader
- 390-051: Virgin Ambassador
- 390-052: Virgin Knight
- 390-053: Mission Accomplished
- 390-054:

## Treindiensten
De treinen werden door Virgin Trains ingezet op de volgende trajecten:
- West Coast Main Line tussen London Euston en Glasgow Central met de volgende InterCity stations te Watford Junction, Milton Keynes, Rugby, Nuneaton, Stafford, Crewe, Warrington, Wigan, Preston, Lancaster, Oxenholme, Penrith, Carlisle en Motherwell.

## Ongeval
Op 23 februari 2007 ontspoorde om 20:15 GMT de trein 390-033 City of Glasgow op de West Coast Main Line in de buurt van Grayrigg. Hierbij kwam een persoon om het leven. De trein werd op 30 november 2007 afgevoerd. Uit onderzoek bleek het ongeval te zijn veroorzaakt door de een probleem met de rails en niet met de trein zelf.